# Ribeyret
 Ribeyret  es una comuna y población de Francia, en la región de Provenza-Alpes-Costa Azul, departamento de Altos Alpes, en el distrito de Gap y cantón de Rosans.
Está integrada en la Communauté de communes Interdépartementale des Baronnies.

## Demografía
| 144 | 141 | 123 | 130 | 125 | 114 |
| Para los censos de 1962 a 1999 la población legal corresponde a la población sin duplicidades (Fuente: INSEE [Consultar]) |     |     |     |     |     |